# Historia de la psicopatología
La psicopatología, (del griego, psyché: alma; pathos: enfermedad; y logos: discurso racional) es una disciplina científica cuyo objeto de estudio es la conducta anormal o desviada, y que presta especial interés a la naturaleza u orígenes de los comportamientos patológicos. Sirve como base para disciplinas más aplicadas, como la psicología clínica o la psiquiatría, y guía los procesos de prevención, diagnóstico y tratamiento. Uno de sus principales objetivos es lograr establecer unos principios generales que permitan identificar las causas de la conducta anormal mediante la aplicación del método científico.
A lo largo de la historia de la psicopatología, el concepto mismo de enfermedad mental ha evolucionado en función del momento histórico y de las circunstancias culturales de cada sociedad. Tanto la conducta anormal como el modo en que debía ser tratada se han entendido de muy distintas formas desde la antigüedad hasta nuestros días. Así, podemos señalar las primeras concepciones mágicas y animistas de las sociedades primitivas; la notable influencia de los factores religiosos durante la Edad Media que impulsaron una visión de la locura como castigo divino ante el pecado; la progresiva tendencia hacia la asunción de posiciones de carácter más organicista a partir del siglo XIX y el posterior desarrollo de la psicobiología y la psicofarmacología; y los modelos de corte psicogénico, que buscan las causas de la desviación conductual en factores de índole psicológico o psicosocial. 

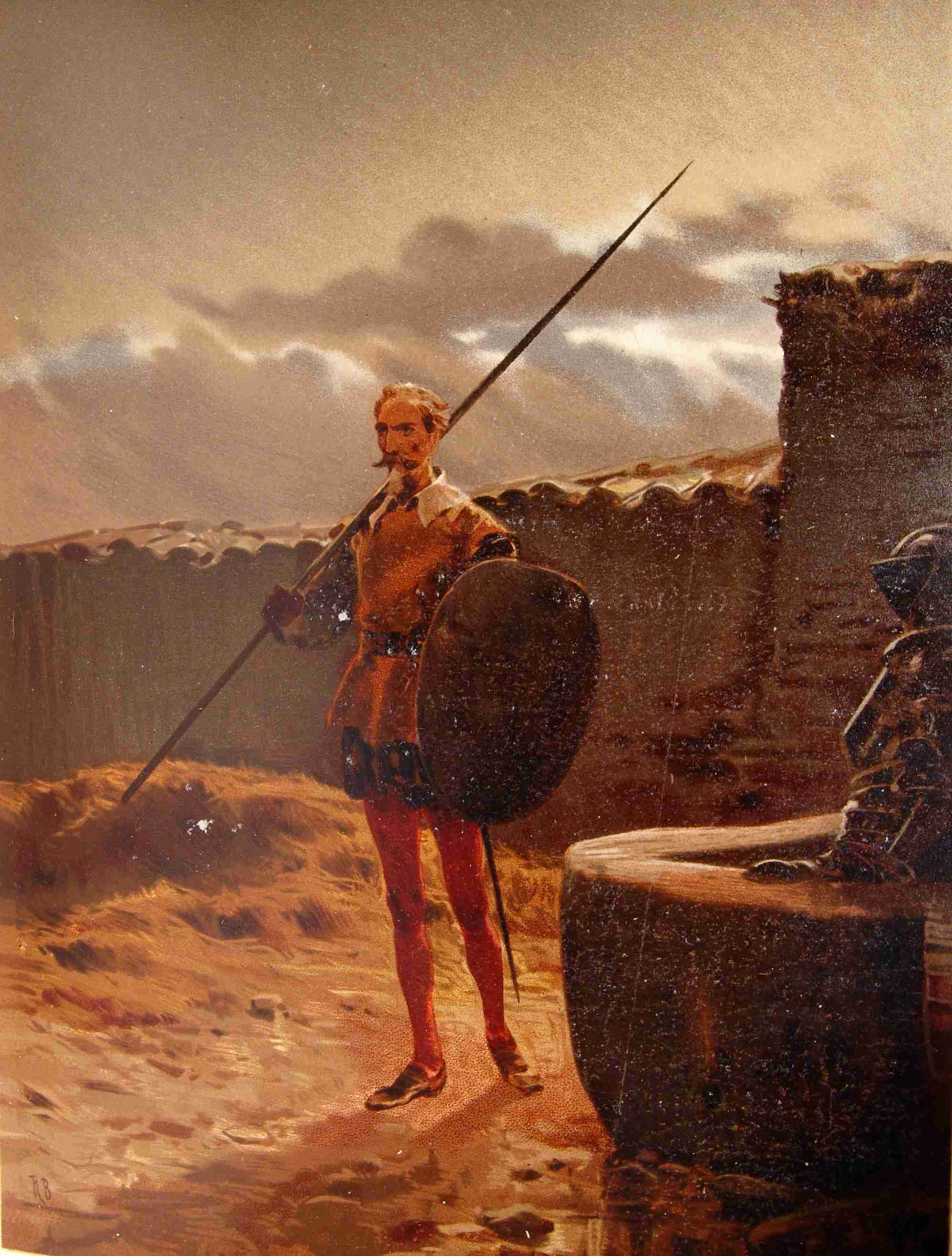
Don Quijote de la Mancha. Ilustración de Ricardo Balaca (1880-1883).

## Sociedades primitivas

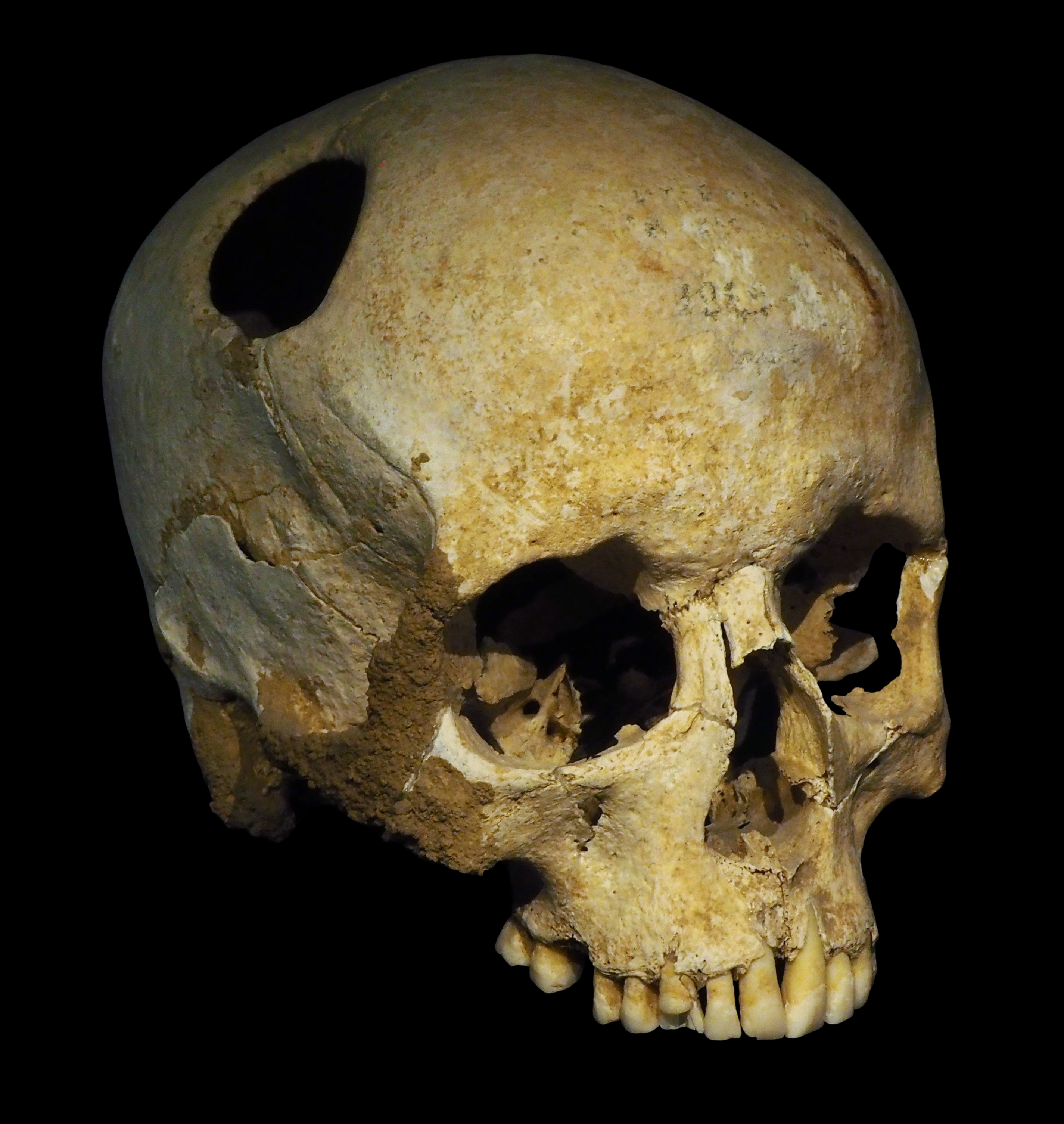
Un cráneo trepanado que data del periodo neolítico. El crecimiento de nuevo tejido óseo alrededor de la oquedad indica que el individuo sobrevivió a la intervención.

Existe la concepción generalizada de que el pensamiento mágico y animista que caracterizaba a los pueblos primitivos de culturas preliterarias también sustentaba su concepción del comportamiento anormal, que en algunas sociedades se entendía como la expresión de algún tipo de posesión por parte de espíritus malignos, o como el resultado de un castigo divino. No existen muchas fuentes fiables de épocas tan pretéritas, por lo que las teorías elaboradas al respecto emanan de la información aportada por el análisis de los hallazgos arqueológicos que se han realizado en el último siglo en diversos lugares del mundo. En Perú se encontraron restos de cráneos trepanados que datan de la Edad de Piedra. Se ha propuesto una explicación de tipo demonológico para estos hallazgos, en el sentido de que las trepanaciones podrían responder a la intención de expulsar del cuerpo a los espíritus malignos que lo invadían. La costumbre de la trepanación se ha venido observando en diversas culturas mediterráneas y precolombinas, siendo una práctica frecuente en la Edad Media que quedó reflejada en la obra de El Bosco, Extracción de la piedra de la locura. No obstante, existe otra interpretación de carácter no demonológico para estas trepanaciones, según la cual estas rudimentarias operaciones pudieron deberse a motivos de índole puramente biológico u organicista; concretamente, como un modo de liberar un exceso de presión intracraneal. Otras hipótesis aventuran la posibilidad de que las trepanaciones respondieran a costumbres relativas a la neurofagia, en la creencia de que la ingestión del cerebro del fallecido pudiera resultar beneficiosa.
Además de los hallazgos arqueológicos, otra fuente de datos al respecto es la que se obtiene a partir del estudio etnográfico de sociedades actuales cuyo nivel de evolución cultural se supone equiparable al de los periodos paleolítico y neolítico. A partir de los estudios realizados sobre estas sociedades se ha señalado la existencia de un tipo de pensamiento mágico que, sin embargo, no adquiere las connotaciones negativistas de la demonología, sino que se considera algo positivo para la sociedad. Bajo esta concepción se encuentra la figura del chamán, considerado por los miembros de la sociedad como un individuo con poderes especiales, capaz de comunicarse con los espíritus y de realizar rituales curativos, entre otras habilidades, y cuya sintomatología sería considerada en otro tipo de sociedades como indicativa de la presencia de un trastorno mental.

## Civilizaciones preclásicas
En las civilizaciones anteriores al pensamiento greco-romano, entre las que se encuentran las culturas mesopotámica, hindú, china, hebrea y egipcia, también predominó una concepción sobrenatural de la naturaleza de los comportamientos anormales, entendiéndose en muchos casos como una suerte de castigo divino o posesión maligna. En la cultura mesopotámica, los espíritus vigilaban los actos de los hombres y castigaban sus malas acciones enviándoles la enfermedad. Una de ellas era la locura, que se atribuía a la intervención del demonio Idta. Las técnicas curativas pasaban por averiguar la causa del castigo, por lo que se hacía necesaria una labor de investigación e interrogación acerca de los actos cometidos. Ensalmos, oraciones y sacrificios eran prácticas habituales para tratar de alcanzar la sanación.

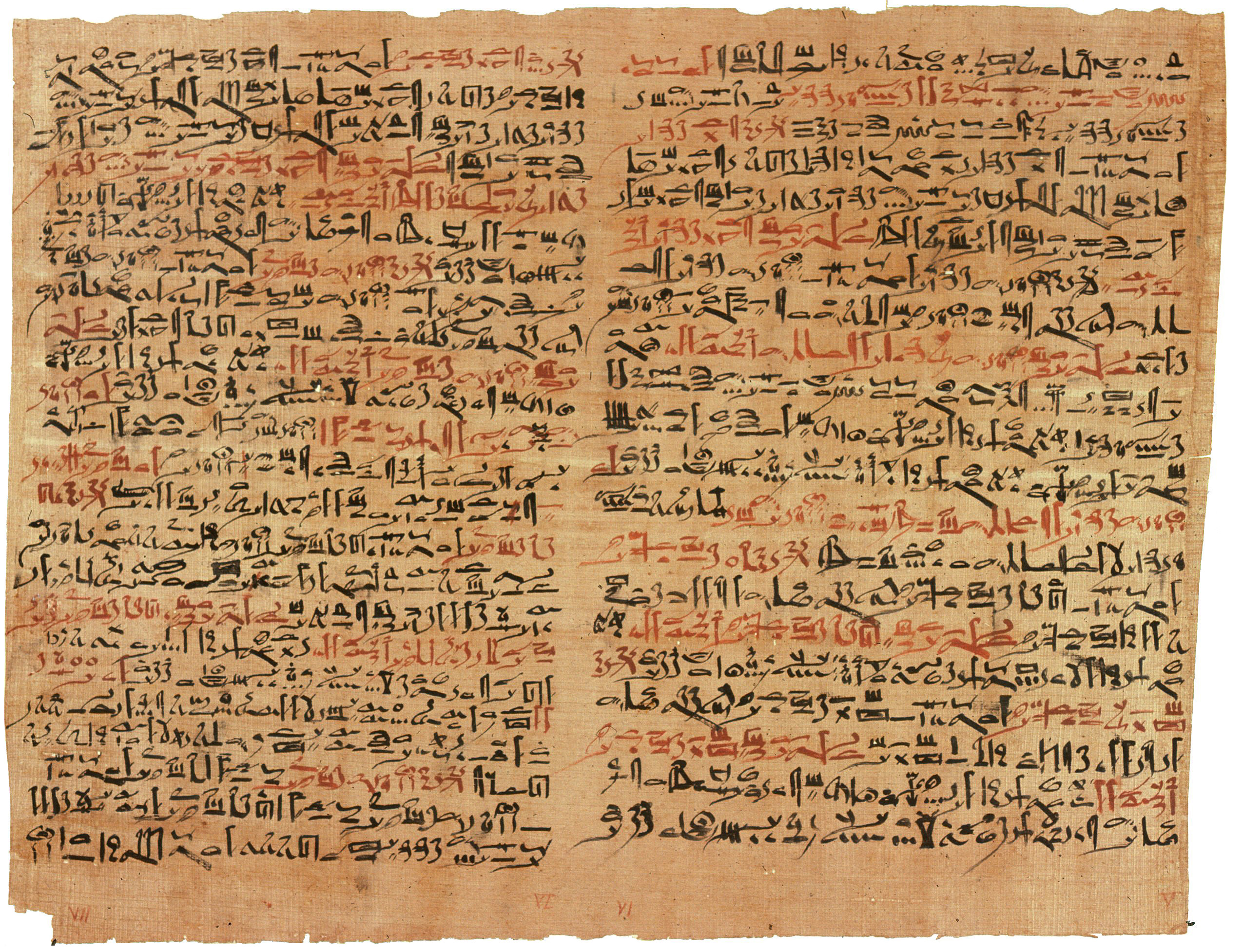
Fragmento del Papiro Edwin Smith.

Respecto a la cultura hebrea, existen pasajes del Antiguo Testamento en los que la locura se explica como un acto de Dios contra los pecadores. Así, en el libro de Deuteronomio se advierte de que la violación de los mandamientos será castigada con «la locura, la ceguera y la paralización del corazón». Bajo la influencia del confucianismo, en la antigua China se consideraba que la locura era la consecuencia de no respetar las tradiciones instauradas por los antepasados. Por su parte, el hinduismo específica los siete demonios responsables de los diferentes tipos de locura. En el libro hinduista Majabhárata aparecen descripciones de sintomatologías que se ajustan a lo que hoy se considerarían conductas psicopatológicas.
A pesar de esta predominancia de la concepción demonológica de la enfermedad mental en las sociedades preclásicas, el hallazgo del papiro quirúrgico de Edwin Smith en Tebas, que data aproximadamente del año 1500 a. C., constituye una prueba documental de que en el Antiguo Egipto ya manejaban nociones referentes a la localización de las funciones mentales en el cerebro. El papiro contiene indicaciones al respecto del diagnóstico, tratamiento y pronóstico de diversas enfermedades, y se considera uno de los textos médicos más antiguos de los que se tiene constancia.

## Antigüedad clásica: Grecia y Roma
La concepción sobrenatural o mágica de la conducta anormal fue dejando paso a una concepción del trastorno mental como fenómeno natural a lo largo del periodo de la antigüedad clásica, a resultas de la influencia ejercida por las corrientes de pensamiento de la civilización grecorromana. Sin embargo, durante los primeros tiempos de la cultura griega, todavía se encuentran prácticas de tipo religioso encaminadas a exorcizar a los demonios de la locura en las que se invocaba a Asclepio, dios de la medicina y la curación. Con la aparición de la Escuela jónica en el siglo VI a. C., la mitología va dejando paso a las explicaciones racionales a través de la denominada filosofía de la naturaleza. La filosofía presocrática sentó las bases de esta nueva concepción naturalista de la realidad. Filósofos como Tales de Mileto (ca. 630 - 545 a. C.), Anaxímenes (ca. 585 – 524 a. C.) o Anaximandro (610 - 546 a. C.) entre otros, teorizaban acerca del Arché u origen esencial de todas las cosas en el ámbito de lo material.

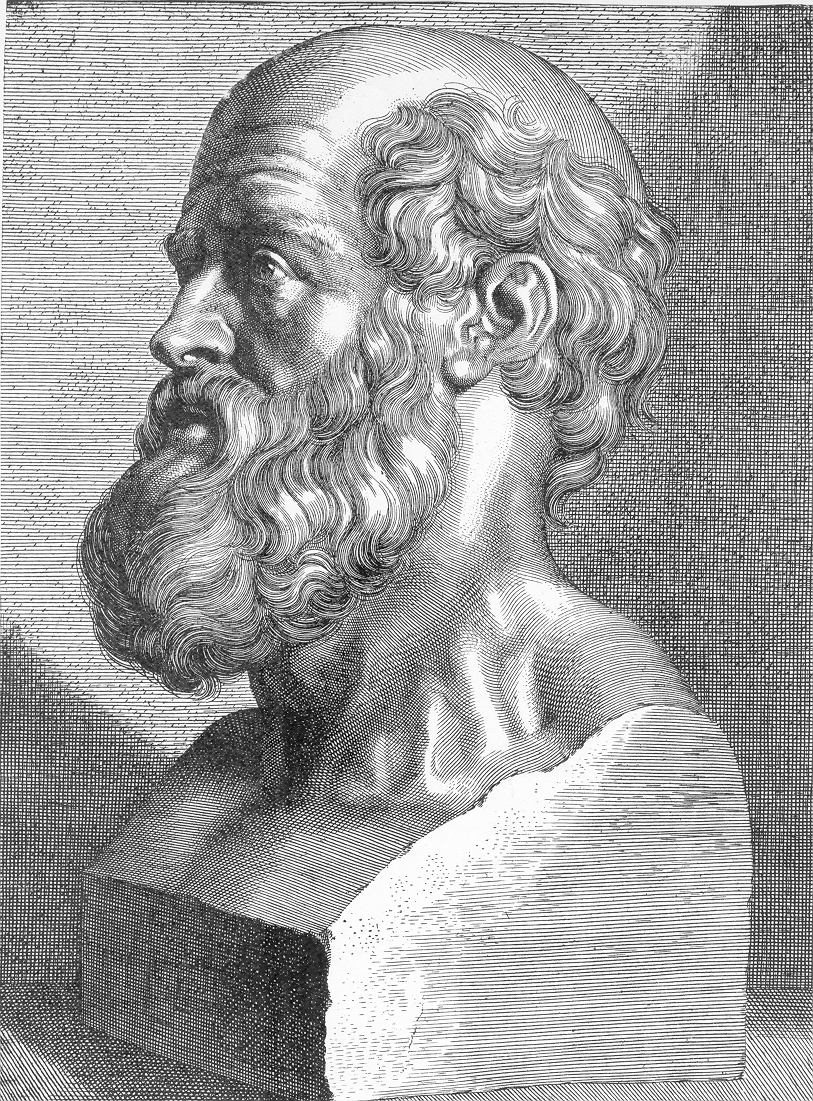
Hipócrates, por J.G de Lint (1867-1936).

Se considera que el inicio de la psicopatología como tal tiene lugar con la obra de Hipócrates (460 - 370 a. C.), que desde una perspectiva somatogénica equiparó las alteraciones mentales al resto de enfermedades físicas, en el sentido de que todas ellas tendrían un origen natural radicado en determinadas alteraciones anatómicas o fisiológicas. Hipócrates situó el origen de las funciones intelectivas en el cerebro, y realizó la primera clasificación de los trastornos mentales, dividiéndolos en tres grupos: manía, melancolía y frenitis. Describió las afecciones que hoy relacionamos con los términos de paranoia, alucinosis alcohólica y psicosis postparto, y desdeñó las interpretaciones mágicas al respecto de la epilepsia. Desde un punto de vista constitucionalista, elaboró su célebre teoría de los cuatro humores corporales (sangre, bilis amarilla, bilis negra y flema), de cuyo equilibrio (eucrasis) o desequilibrio (discrasis) dependía la salud del individuo. A pesar de los escasos conocimientos fisiológicos de la época, la tradición constitucionalista ha seguido ocupando un lugar en la psicopatología hasta nuestros días, con un mayor o menor grado de aceptación.
Ya en la época romana, destaca la figura de Galeno (130 - 200), médico de la corte del emperador Marco Aurelio. En su obra El tratado de las pasiones, Galeno esboza la figura del psicoterapeuta, como una persona que orienta al paciente a través de la palabra, señalando sus defectos y equilibrando sus emociones. De sólida formación fisiológica, incorporó la teoría hipocrática de los cuatro humores a la tradición médica occidental. Empleó el término «temperamento» (en latín, temperamentum, «mezcla proporcionada») para referirse al resultado de la mezcla de las cuatro cualidades fundamentales (caliente, frío, húmedo y seco). Estableció nueve posibles combinaciones de los cuatro humores, una de ellas temperada o proporcionada, y las otras ocho, intemperadas o desproporcionadas.
Tras la muerte de Galeno, el desarrollo de la psicopatología sufrió un periodo de estancamiento. En la época romana tardía, las influencias orientales y la importación por parte del cristianismo de la concepción religiosa de la enfermedad mental característica del judaísmo, condujeron a un declive intelectual que desembocó en el inicio de la Edad Media.

## Edad Media

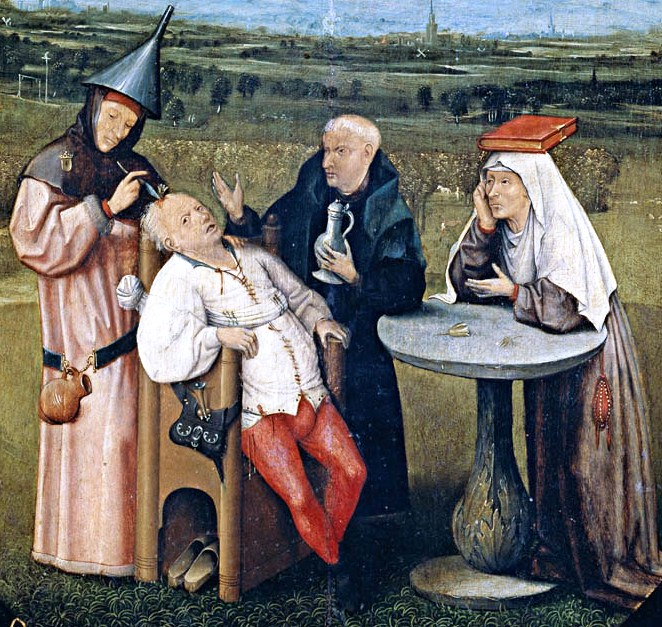
Detalle de la obra Extracción de la piedra de la locura de El Bosco.

Durante la Edad Media, la concepción de la enfermedad mental adquiere un carácter marcadamente religioso como consecuencia de la influencia de la Iglesia sobre la mayor parte de los ámbitos de la vida cotidiana. Suele establecerse una distinción en dos períodos. Durante el primero de ellos, que abarca desde el siglo V hasta el siglo XIII, el enfermo mental es considerado una víctima de la acción del diablo, y los tratamientos encaminados a la sanación no resultan denigrantes o agresivos con el enfermo (oraciones, exorcismos, agua bendita, peregrinaciones, etc.) Sin embargo, a partir del siglo XIII, el enfermo mental pasa a considerarse el culpable de su afección, que se entiende bien como un castigo divino a una vida pecaminosa, bien como el resultado de un pacto voluntario con el demonio a cambio de poderes sobrenaturales. En esta segunda época, los tratamientos se endurecen considerablemente, y pueden incluir la tortura o incluso la pena de muerte, al considerarse que el castigo iba dirigido al demonio que poseía a la víctima, y no a la persona en sí. En la Edad Media, en Occidente confluyen tres marcos culturales diferenciados: el bizantino, el árabe y el cristiano. Bizancio se mantiene hasta el siglo XV como un referente cultural de primer orden, sirviendo como vía de transmisión de las aportaciones de la civilización greco-romana hacia el mundo árabe, como la medicina basada en los principios humorales. Desde el siglo IX hasta el XV, los árabes transmiten la cultura griega y romana al resto de Occidente. Las aportaciones de la medicina árabe a la historia de la psicopatología son notables: fueron los árabes los primeros en fundar centros de cuidados para enfermos mentales en ciudades como Bagdad, Damasco o El Cairo, entre otras. El tratamiento al enfermo en estas instituciones era de tipo humanitario, al imperar la idea de que el enajenado debía sus síntomas al hecho de haber sido escogido por Dios para hablar por su boca. De entre las figuras más destacadas de esta época (Avenzoar, Averroes o Maimónides, entre otros) resulta especialmente importante para la psicopatología la figura de Avicena (980-1037), que en su obra El canon de medicina dedica un capítulo a la psicopatología descriptiva, donde específica las alteraciones de diversos procesos psicológicos como la memoria, el razonamiento o la imaginación.

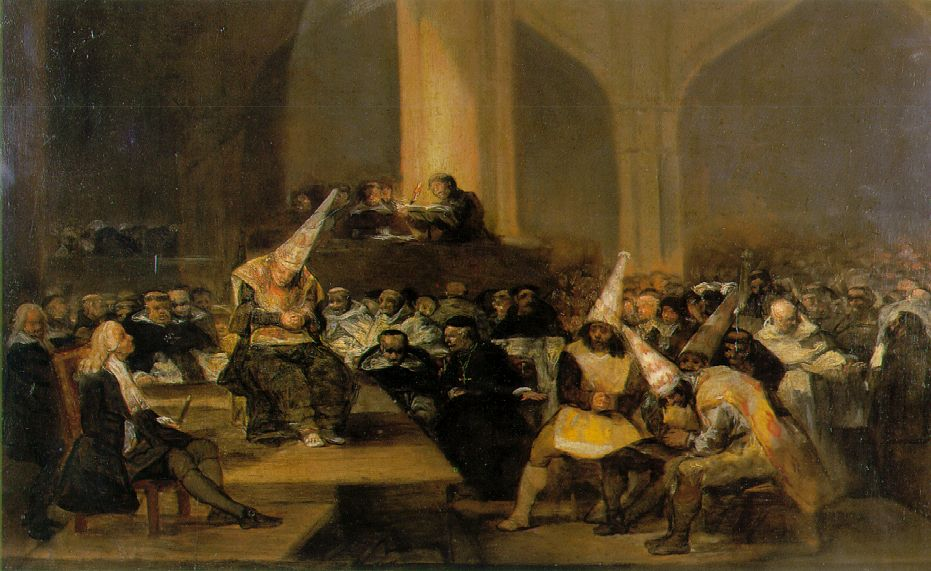
La Inquisición, cuadro de Goya.

El cristianismo es sin duda el factor que más ha influido en la caracterización de la enfermedad mental en la Edad Media. Durante la Baja Edad Media aún se observaba cierta tolerancia hacia los rituales paganos. Pero a partir de mediados del siglo XV, con el declive de las civilizaciones árabe y bizantina y la predominancia del cristianismo, la Iglesia católica comienza la instauración de medidas de persecución hacia todos aquellos actos considerados como formas de herejía, brujería, magia o locura. Los participantes en este tipo de prácticas eran considerados disidentes o peligrosos. En este contexto, el papa Inocencio III crea la Santa Inquisición en el año 1119, inicialmente destinada a la lucha contra los herejes, pero que en el siglo XIII amplía su objetivo a la brujería, con lo que se establece una equiparación entre ambas actividades. Así, se acusa a los herejes de cometer actos satánicos, y se pasa a conceder a la brujería carácter de verdad. En el siglo XV, el papa Inocencio VIII publica la bula Summis Desiderantes Affectibus en la que reconoce la existencia de las brujas, en contra de lo que hasta entonces establecía el Canon Episcopi. Se inicia así la caza de brujas, respaldada por la posterior publicación de obras como el Malleus maleficarum («martillo de las brujas») de los inquisidores dominicos Enrique Kramer y Jakob Sprenger, ya en pleno Renacimiento. En esta obra se detallan de forma pormenorizada las diversas técnicas de interrogación y castigo de las que podía hacerse uso, así como las prácticas sexuales aberrantes llevadas a cabo por las brujas de forma habitual.. Se estima que entre mediados del siglo XV y finales del siglo XVI se ajustició a más de 100.000 personas bajo la acusación de brujería. En la actualidad se considera muy probable que en muchos de esos casos, los síntomas que presentaban las víctimas estuvieran provocados por algún tipo de enfermedad mental o neurológica, como la epilepsia o la esquizofrenia.

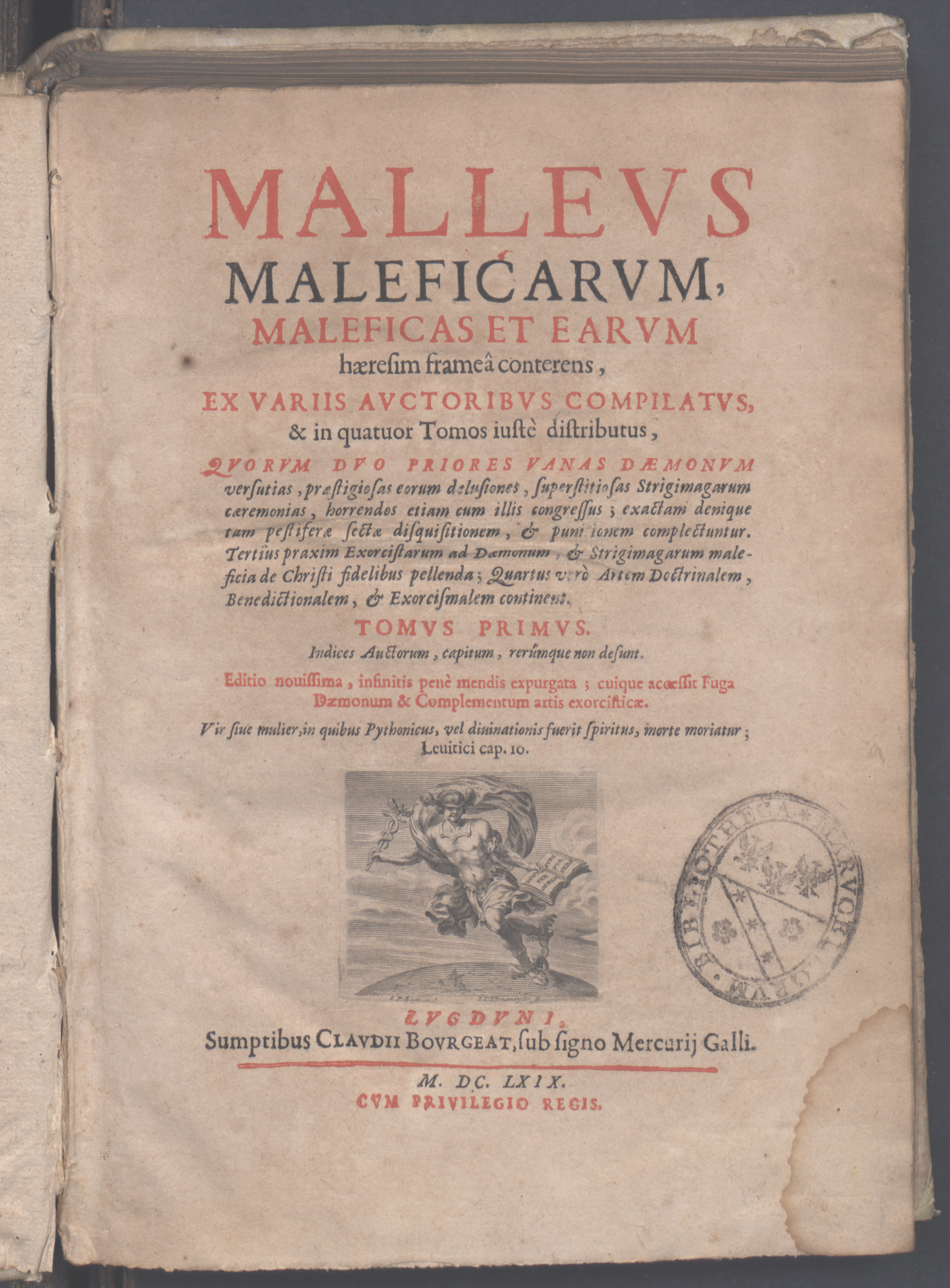
Una edición del año 1669 del Malleus maleficarum.

Sin embargo, en la Edad Media también existió una preocupación por establecer una distinción entre los «locos» y los «endemoniados». Autores como Alberto el Grande (1193 - 1280), Tomás de Aquino (1225 - 1274) o Arnau de Vilanova (1204 - 1311) establecieron relaciones entre la enfermedad mental y la enfermedad somática. Las teorías humorales seguían estando presentes, así como la teoría de las facultades, según la cual la locura podía deberse a la pérdida de alguna facultad de tipo sensorial, intelectual o conativa. En los casos en los que se consideraba que la locura no obedecía a una posesión demoníaca, los afectados podían ser cuidados en sus casas por sus familiares cercanos si no se les consideraba peligrosos, y en caso contrario podían ser recluidos en cárceles. De entre las primeras instituciones dedicadas al cuidado de los enfermos mentales en Europa, destaca el Hospital Real de Bethlem, considerado el primer hospital psiquiátrico de Europa. Otros centros a mencionar son los de Metz (1100), Braunschweig (1224), y Érfurt (1385). En Valencia, el religioso Juan Gilaberto Jofré fundó el primer centro dedicado exclusivamente al cuidado de los enfermos mentales en el año 1409, que se inauguró el 1 de junio de 1410 bajo el nombre de Hospital d’Innocents, Follcs i Orats, conocido popularmente como Hospital de Inocentes de Valencia. El papa Benedicto XIII autorizó el hospital con la condición de que se encontrara bajo la advocación de los Santos Inocentes Mártires. En el año 1412, el Hospital de la Santa Cruz de Barcelona designó un departamento para atender a este tipo de pacientes.

## Renacimiento e Ilustración
A partir del siglo XVI tiene lugar en occidente la que se ha considerado como la «primera revolución en salud mental». El humanismo que caracteriza al periodo del Renacimiento establece el centro de interés en el ámbito del hombre, la razón, la ciencia y la naturaleza, aunque en el ámbito de la salud mental, las creencias religiosas encuentran un arraigo muy firme que se mantendría todavía durante mucho tiempo. No obstante, el estudio de la salud mental abandona paulatinamente el modelo demonológico para adoptar una perspectiva naturalista, organicista y biologicista; la idea del pecado deja paso a la de enfermedad; los «endemoniados» pasan a ser pacientes. Entre las causas de este cambio de perspectiva puede señalarse un enriquecimiento de la infraestructura cultural: la aparición de la imprenta favorece la difusión de los textos científicos; los avances alcanzados durante el Imperio Bizantino fluyen hacia Occidente tras la conquista de Constantinopla; y el descubrimiento de nuevos territorios (América, Asia) amplía la visión general del mundo. Además, aumentan en gran medida los conocimientos en las áreas de medicina, anatomía y fisiología. Todos estos factores hacen que el periodo comprendido entre los siglos XVI y XVIII se caracterice por una densidad cultural muy superior a la de épocas anteriores.

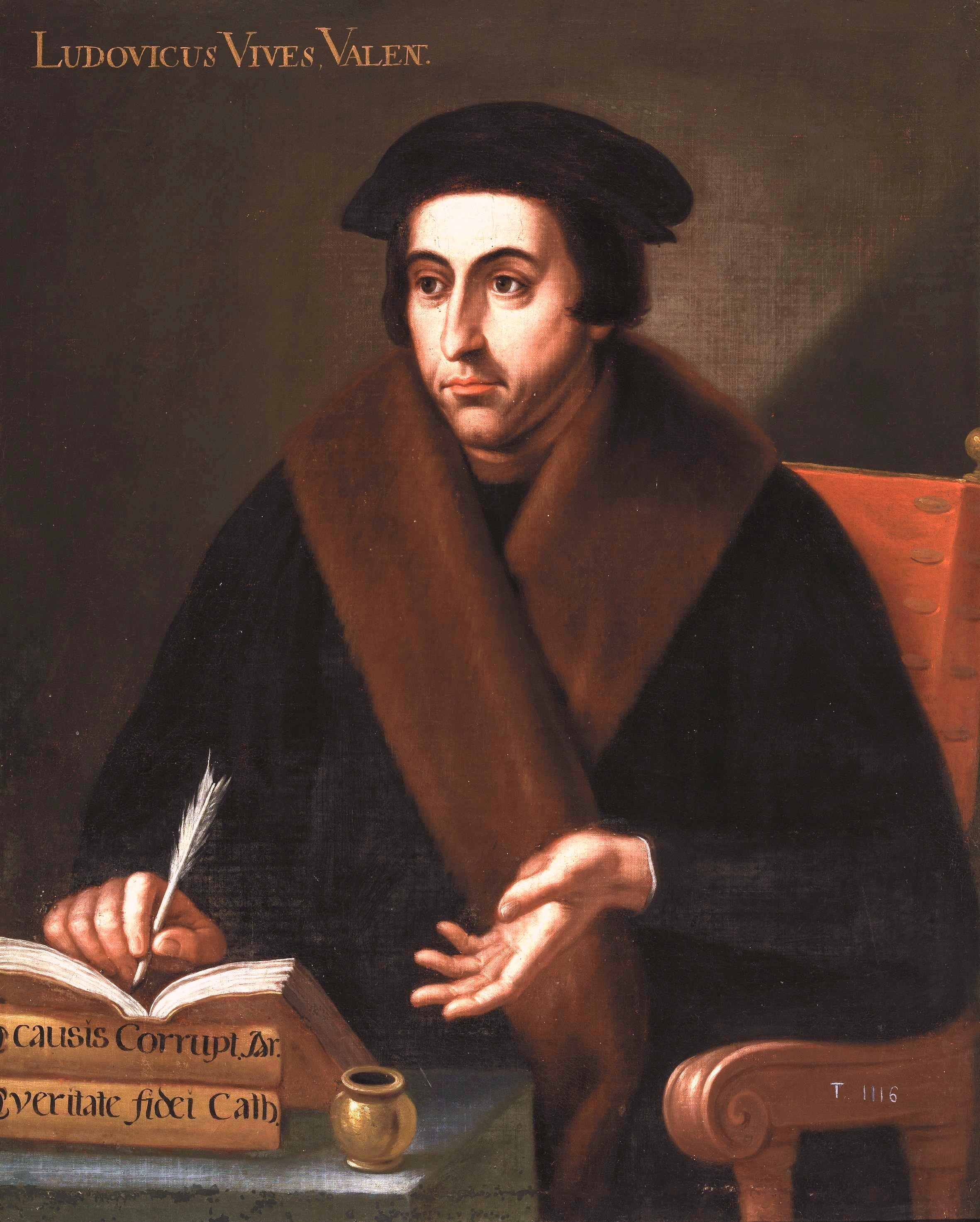
Juan Luis Vives, precursor de la organización de los servicios sociales en Europa y un defensor del trato humanitario al enfermo mental.

La perspectiva humanística y psiquiátrica de la época se manifiesta en la obra de diversos autores. Cornelio Agripa (1486 - 1535) rechazó con firmeza el modelo demonológico y escribió en defensa de las mujeres, por lo que se le considera un feminista adelantado a su tiempo. Juan Luis Vives (1492 - 1540) enfatizó la necesidad de ofrecer un trato desprovisto de crueldad a los enfermos mentales en la obra De subventione pauperum (1526). Asimismo, en De anima et vita (1538), Vives propuso para lapsicología una orientación empírica basada en la observación. Andrés Vesalio (1514 - 1564) profundizó en los conocimientos sobre anatomía humana. Otros autores representativos de la época fueron Paracelso (1493 - 1541), Felix Plater (1536 - 1614) o Johann Weyer (1515 - 1588), considerado por algunos como el primer psiquiatra de la historia. Autor de la obra De praestigiis daemonum, realizó descripciones clínicas en clave psicopatológica de diversos trastornos mentales, y defendió un tratamiento al enfermo basado en la comprensión y la empatía. Con la obra de della Porta (1535 - 1615) da comienzo el estudio de la fisiognomía, que pretende analizar psicológicamente a las personas a partir de determinados rasgos físicos, principalmente faciales, y cuya influencia se extendió hasta el siglo XX a través de autores como Lombroso o Kretschmer. Juan Huarte de San Juan (1529-1588) escribió el Examen de ingenios para las ciencias, que se considera el primer tratado de psicología diferencial de la historia, y que fue censurado por la Inquisición al ubicar en el cerebro el centro de la razón y rechazar las explicaciones teológicas al respecto de la enfermedad mental. 
Ya en el siglo XVII, el neuroanatomista inglés Thomas Willis (1621 - 1675) clasificó la epilepsia, la histeria y la hipocondría entre las enfermedades nerviosas; y el también inglés Thomas Sydenham (1624 - 1689) aplicó por primera vez a la medicina el método inductivo en la práctica clínica, valiéndose de la observación para identificar los diferentes síntomas y posteriormente poder agruparlos en síndromes. Otros autores que posteriormente conceptualizaron la enfermedad mental como una alteración de tipo nervioso fueron William Cullen (1710 - 1790), que acuñó el término «neurosis»; Johann Cristian Reil (1759 - 1813) y Robert Whytt (1714 - 1766).

### Los centros de internamiento

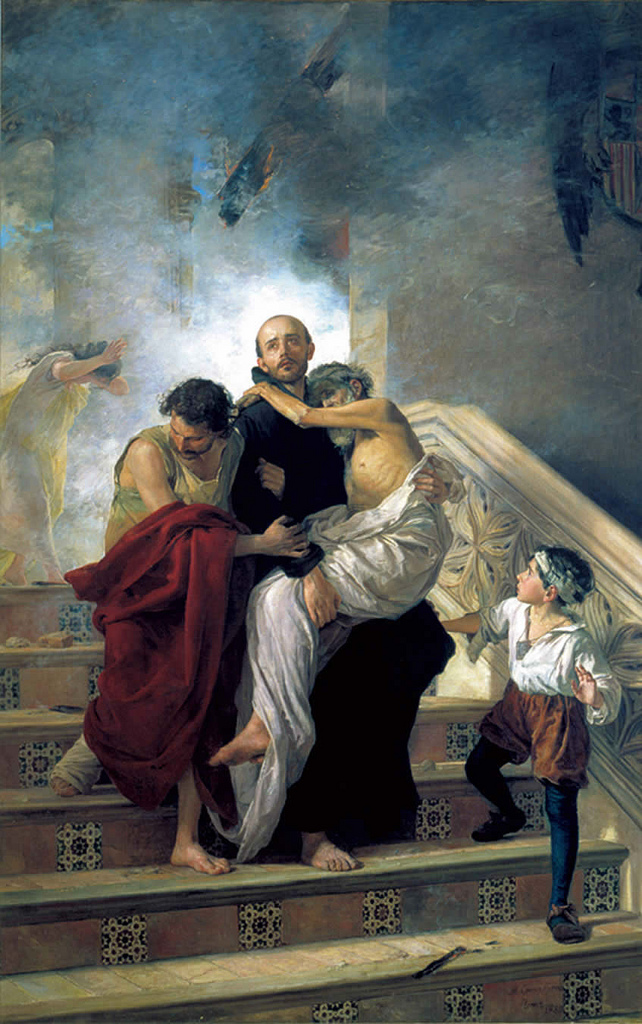
San Juan de Dios salvando a los enfermos de incendio del Hospital Real, Manuel Gómez-Moreno González (1880).

Un punto central de esta época histórica en lo que a la psicopatología se refiere es la proliferación de las instituciones manicomiales. Los centros de atención al enfermo mental, que ya habían hecho su aparición de forma esporádica a principios del siglo XV, experimentan un crecimiento notable. Destaca en este ámbito la figura de Juan Ciudad Duarte o Juan de Dios (1495 - 1550). Habiendo sido internado en un centro tras sufrir un episodio psicótico en su juventud, decidió que el tratamiento allí recibido no se ajustaba a las necesidades de los enfermos mentales, por lo que en el año 1527 fundó una institución en Granada cuyo modelo humanitario de tratamiento al paciente se extendió al resto de España, Italia y Francia. Los tratamientos que se ofrecían en la mayor parte de los centros de la época incluían medidas tranquilizantes o estimulantes, así como vendajes, baños, sangrías o dietas. Por otra parte, se buscaba garantizar un trato humano al enfermo mediante la ausencia de agresiones físicas, el ofrecimiento de medios de disfrute cultural (libros, música, etc.) y la posibilidad de realizar tareas ocupacionales con vistas a la reinserción social.
Así, la proliferación de las instituciones de cuidados a enfermos mentales continúa su curso. Bajo el influjo de la Ilustración, surge el culto a la razón, por lo que la locura o sinrazón pasa a convertirse en un fenómeno despreciable. Disminuye el número de centros de carácter religioso, pero en países como Francia comienzan a surgir instituciones que, bajo control estatal, tienen como objetivo último la reclusión y custodia de aquellos individuos que pudieran alterar el orden público, entre los que se incluyen no ya solamente a los enfermos mentales (representantes de esa «desgracia moral» que es como se considera la locura), sino también a los vagabundos y menesterosos. Comienzan a surgir teorías de corte pseudocientífico que niegan la existencia de sentimientos humanos a los dementes, y se justifican así todo tipo de tratamientos denigrantes y crueles.

## DelsigloXVIIIalXIX

### El tratamiento moral

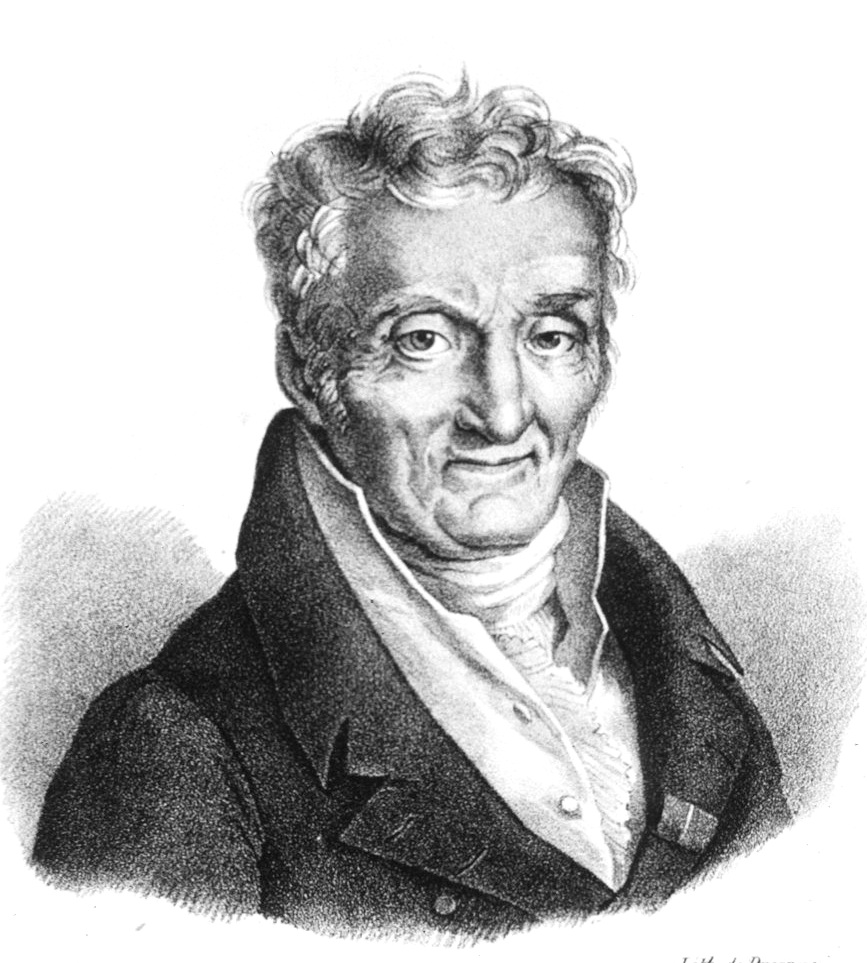
Philippe Pinel, considerado el padre de la psiquiatría moderna.

Se considera a Philippe Pinel (1715 - 1826) como el padre de la psiquiatría moderna. Fue un defensor de la corriente anatomopatológica, que entendía la enfermedad mental como el resultado de alteraciones de tipo anatómico, y no funcional. Pero su verdadera importancia para la psicopatología radica en el hecho de haber llevado a cabo la instauración del denominado tratamiento moral para los enfermos mentales, lo que ha sido considerado como la segunda revolución psiquiátrica. Al ser nombrado director médico del Hospital de Bicêtre (1793), y posteriormente de la Salpêtrière (1795), Pinel puso en marcha una serie de medidas que pasaban por romper las cadenas con que se reducía a los internos y ofrecer una serie de programas terapéuticos estructurados a través de un trato amable, libre de agresiones y desde una posición de respeto al paciente. Autor del Traité mèdicophilosophique sur l'aliénation mentale, Pinel es considerado uno de los precursores de la terapia ocupacional. Su principal discípulo fue Jean Étienne Dominique Esquirol (1772 - 1840).
El tratamiento moral de Pinel pronto se extendió a otros países. En la ciudad de York, William Tuke fundó en 1792 un centro de atención a enfermos mentales que incluía actividades como la laborterapia y la reestructuración ambiental, y en los Estados Unidos se crearon varios centros de financiación privada de la misma orientación. En Italia, el gran duque de Toscana Leopoldo II promulgó la primera Ley de Dementes en el año 1774, que obligaba a tratar médicamente a los enfermos mentales. En España, el tratamiento moral llegó de la mano del profesor de la Universidad de Barcelona Joan Gine i Partagas (1836 - 1903). No obstante, la falta de sistematización que caracterizaba a los principios terapéuticos del tratamiento moral, la carencia de un sustrato teórico de base por la falta de desarrollo de una psicología científica, y el incipiente auge biologicista del momento, condujeron al declive de este tipo de prácticas clínicas. Autores como Thomas Szasz y Michel Foucault criticaron el tratamiento moral por abrir las puertas a una política institucional de carácter represivo y controlador, así como por dejar caer la responsabilidad de la curación exclusivamente en el enfermo.

### Disciplinas precientíficas

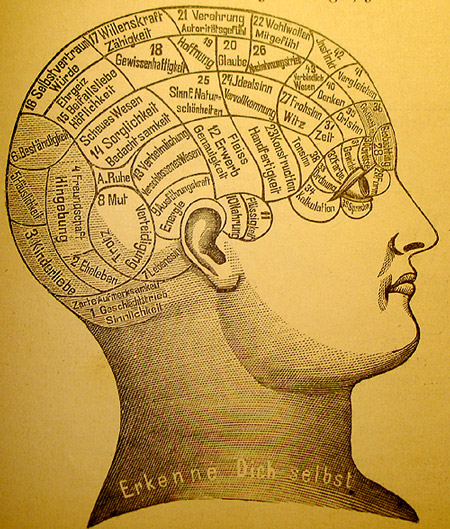
Diagrama frenológico del

A finales del siglo XVIII y principios del XIX comienzan a desarrollarse en Europa diversos movimientos de carácter pseudocientífico, principalmente en Viena, donde Franz Joseph Gall (1758 - 1893) y Franz Mesmer (1734 - 1815) desarrollan respectivamente las tesis de la frenología y el mesmerismo. Según la frenología de Gall, en concordancia con las doctrinas fisiognómicas, el funcionamiento de los diversos procesos psíquicos estaba relacionado con el desarrollo anatómico de determinades partes del cerebro. A cada función psíquica correspondía una región cerebral localizada. Desde este punto de vista, un análisis de las protuberancias craneales podría conducir a determinar las características psíquicas de un individuo, en función de las áreas cerebrales que se habían desarrollado en mayor o menor medida. 
Algunos de los presupuestos de la frenología pueden encontrarse posteriormente en los trabajos de autores como Paul Broca o Alfred Binet. En cualquier caso, a pesar del carácter poco científico de esta disciplina, la asunción de la existencia de una relación entre diferentes áreas cerebrales y determinades funciones psicológicas es la base de la actual neuropsicología, y los primeros descubrimientos en el ámbito de la anatomía patológica que tuvieron lugar en estas fechas sentaron las bases para el surgimiento de una tendencia organicista que se desarrollaría a lo largo del siglo XIX.
El mesmerismo, por su parte, suponía la asunción del hecho de que los astros influyen en el comportamiento de los individuos mediante su movimiento y situación. Esta disciplina presuponía la existencia de un «fluido magnético universal» o «magnetismo animal». Mesmer suponía que cada individuo participaba en cierta medida de ese magnetismo, de tal suerte que las diversas alteraciones de carácter histérico se debían a una mala distribución de los fluidos corporales. Suele referirse a Paracelso (1493 - 1541) como un antecedente de estas prácticas, al haber atribuido propiedades curativas a los imanes. El mesmerismo gozó de una gran popularidad en el París de finales del siglo XVIII, en un contexto histórico en el que estaban muy presentes los estudios sobre fuerzas gravitacionales y electricidad llevados a cabo por Isaac Newton y Benjamin Franklin. Este último, a la sazón embajador de los Estados Unidos en París, dictaminó la ineficacia terapéutica del mesmerismo tras un estudio que se prolongó durante cinco años.

## SigloXIX

### Organicismo y teoría degeneracionista

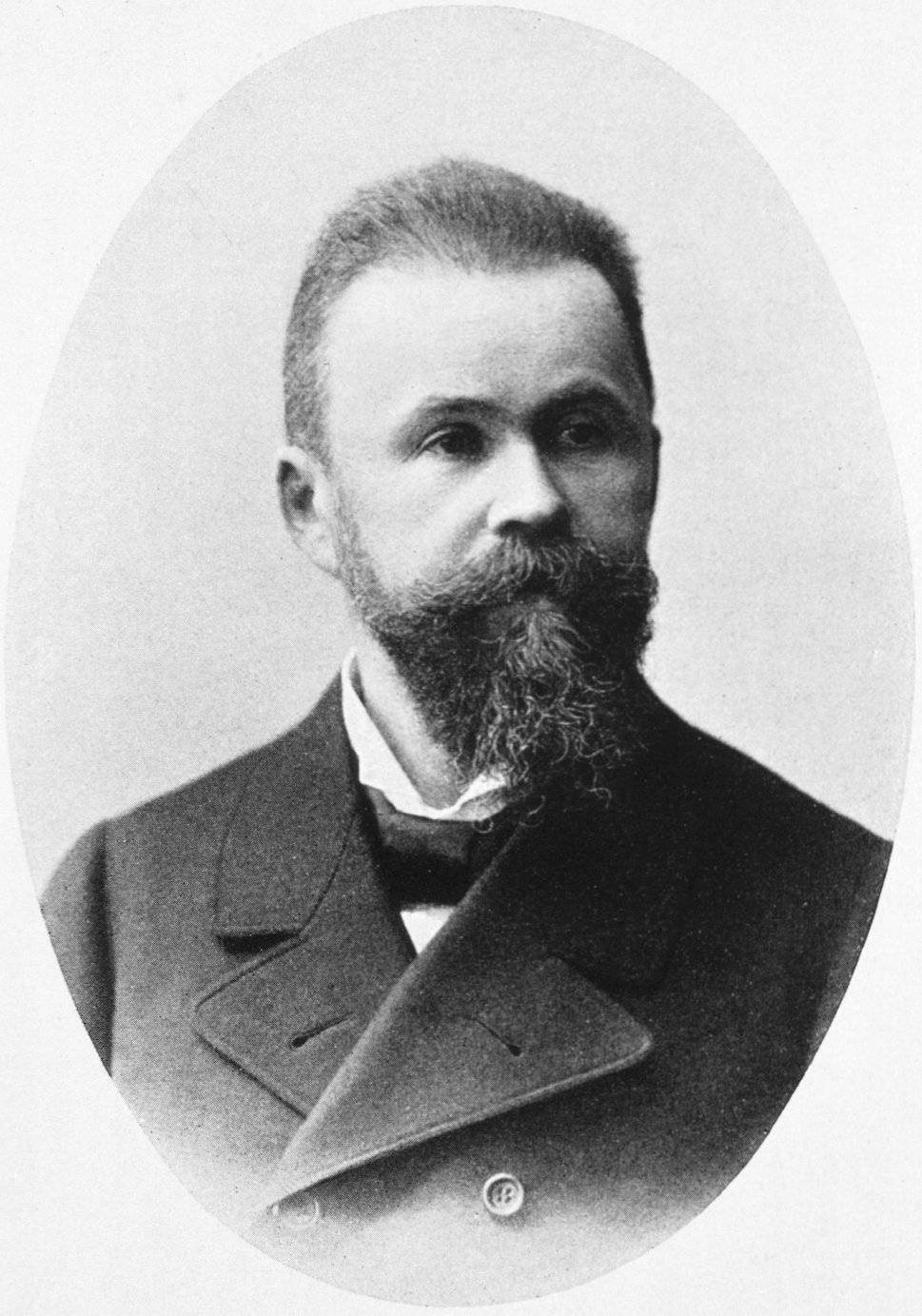
Carl Wernicke, neurólogo y psiquiatra alemán.

A medida que avanza el siglo XIX, y sobre todo a partir de su segunda mitad, el contexto científico se va impregnando de un tinte naturalista y organicista que repercute en la mayor parte de los ámbitos de investigación, incluida la psicopatología, cuyos principales focos de crecimiento se localizan en Francia, Alemania e Inglaterra. Las ciencias naturales avanzan en la elaboración de taxonomías; aumenta el calado de la metodología observacional, y la teoría de la evolución hace notar su influencia sobre las ciencias biológicas. Se produce un amplio desarrollo en el ámbito de la fisiología y los conocimientos anatómicos del sistema nervioso central y periférico en Francia y Alemania con los estudios de Claude Bernard (1813 - 1878) y Hermann von Helmholtz (1821 - 1894). Además, autores como Carl Wernicke (1848 - 1905), John Hughlings Jackson (1835 - 1911) y Sergéi Korsakov (1854 - 1900) facilitan una orientación biologicista de la psiquiatría mediante sus respectivas aportaciones al conocimiento fisiológico y anatomopatológico en el ámbito de la neurofisiología, la organización de los niveles cerebrales y las alteraciones mnésicas. En Alemania, el principal precursor de esta tendencia organicista se encuentra en la figura del fisiopatólogo Wilhelm Griesinger (1817 – 1868), autor de la obra Patología y tratamiento de las enfermedades mentales (1843), y el primero en afirmar de forma explícita que las enfermedades mentales eran trastornos cerebrales, relativizando así la importancia concedida a los aspectos culturales en el desarrollo de las psicopatologías, lo que supuso una ruptura con la tradición alemana, fuertemente entroncada hasta entonces en las raíces románticas y los principios teológicos.
En Francia, las tesis organicistas se concretan en la llamada «teoría de la degeneración», cuyos principales exponentes fueron Bénédict Morel (1809 - 1873) y Valentin Magnan (1835 – 1916). Según esta teoría, la causa de la enfermedad mental radicaría en una degeneración genética, que se transmitiría de generación en generación, y que sería responsable de las neurosis, las psicosis, y en última instancia, de la deficiencia. La teoría de la degeneración llegó hasta Inglaterra de la mano del psiquiatra Henry Maudsley (1835 – 1918), donde obtuvo una gran aceptación, y su influencia también se extendió a España.

### La psicopatología descriptiva y las clasificaciones clínicas

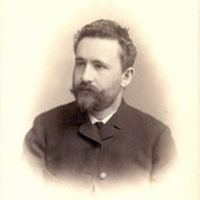
Emil Kraepelin, uno de los precursores de la psiquiatría moderna.

Durante el siglo XIX, se construye la psicopatología como una lengua descriptiva. Este proceso, que comienza en Francia y concluye en Alemania, causa la fragmentación del modelo dieciochesco de locura (como entidad monolítica) y da lugar a la creación de unidades de análisis que, en imitación de la medicina, también se les llama ‘signos y síntomas’ (mentales). A finales del siglo XIX, sería un discípulo de Griesinger, el alemán Emil Kraepelin (1856 - 1926), quien sentaría las bases de una psicopatología basada en la descripción de los síntomas. Combinó una concepción orgánica del origen de los trastornos mentales con una clasificación sistematizada de tales trastornos desde una perspectiva descriptiva y longitudinal. La obra de Kraepelin se considera la base de los sistemas actuales de clasificación de los trastornos psicopatológicos, como el Manual diagnóstico y estadístico de los trastornos mentales de la APA y la Clasificación Internacional de Enfermedades de la OMS. Por estos motivos está considerado como el padre de la psiquiatría moderna. A lo largo de las sucesivas ediciones de su Tratado de psiquiatría prestó especial atención al desarrollo del curso de las psicopatologías mediante estudios longitudinales, lo que le permitió establecer una distinción entre lo que denominaba «psicosis maníaco-depresiva» (en la que se englobaban los diversos trastornos del estado de ánimo) y la «demencia precoz» (posteriormente denominada por Eugene Bleuler como esquizofrenia).

### Hacia una psicopatología experimental
La psicología experimental o científica dio sus primeros pasos a finales del siglo XIX, principalmente mediante el desarrollo paralelo de dos corrientes metodológicas diferenciadas. Una de ellas se centró en la manipulación de variables con el objetivo de establecer relaciones causales, y estaba representada por las figuras de Iván Pavlov (1849 - 1936) y Wilhelm Wundt (1832 - 1920). La otra corriente, correspondiente a los trabajos de Francis Galton (1822 - 1911) y Charles Spearman (1863 - 1945), adoptó un punto de vista multivariado y se centró en el establecimiento de asociaciones, más que de causalidades. Esta fue la metodología que sirvió como punto de partida para el desarrollo de disciplinas como la psicometría. Paralelamente al nacimiento de la psicología experimental surgió también la psicopatología experimental, dado que Pavlov también aplicó sus trabajos al ámbito psicopatológico, y acuñó el término «neurosis experimental» en sus investigaciones sobre discriminación estimular realizadas con perros.
El propio Kraepelin puede ser considerado como uno de los precursores de la psicopatología de carácter experimental en el contexto de la Alemania de finales del siglo XIX. Tras trabajar durante nueve años con Wundt en Leipzig, fundó su propio laboratorio en Heidelberg, donde realizó estudios experimentales sobre aspectos como la emoción, la fatiga, la memoria y los efectos de diversas sustancias psicofarmacológicas. Desde entonces, y ya entrado el siglo XX, comenzaron a proliferar los laboratorios psicopatológicos, especialmente en los Estados Unidos, tanto en hospitales (Nueva York, 1896; Massachusetts, 1904 y 1911) como en universidades (Harvard, 1913, o Yale, 1916).

### Corriente psicologista

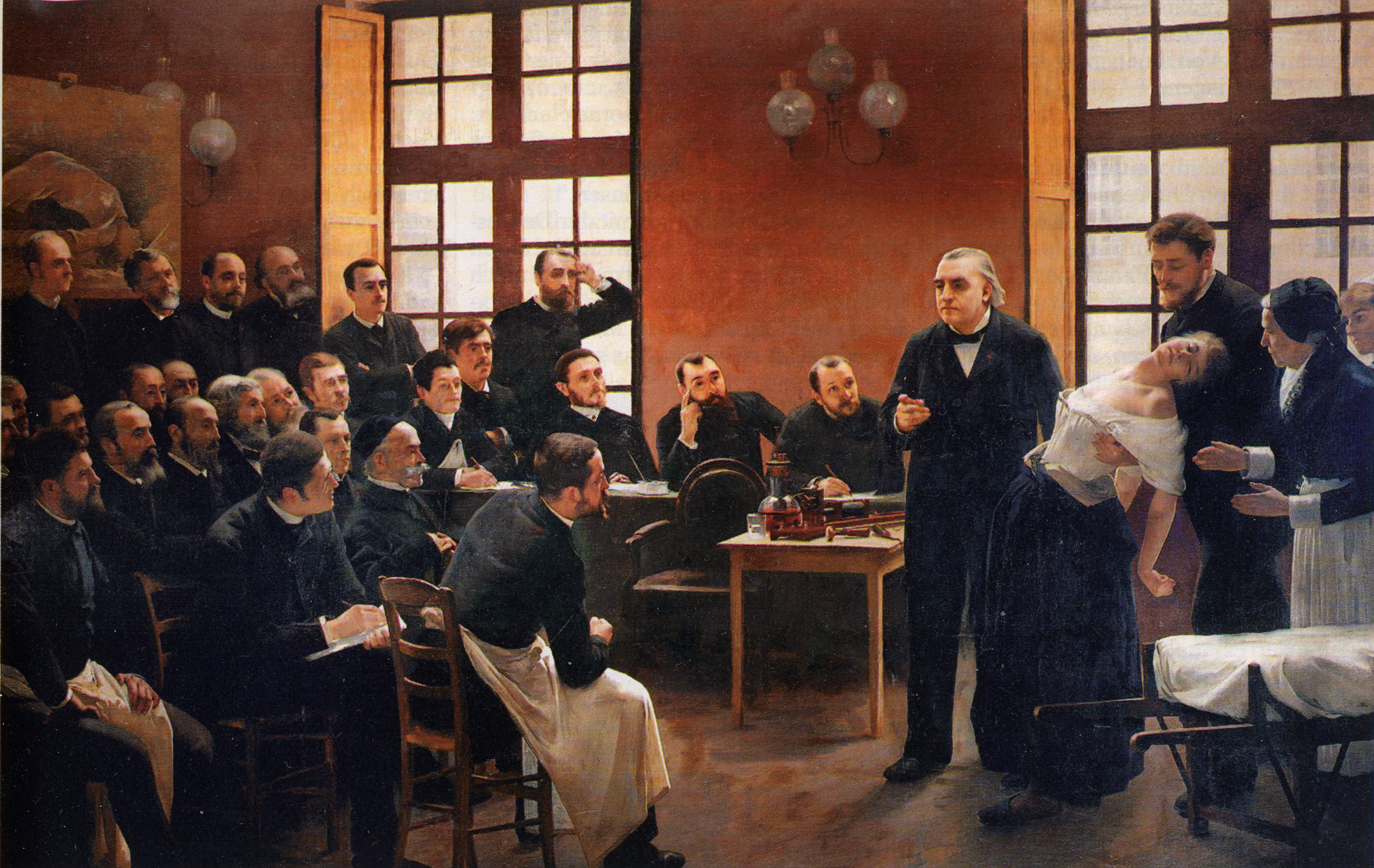
Jean-Martin Charcot, dando una clase en el Salpêtrière de París.

De manera paralela a los modelos organicistas, surge una corriente que enfoca la psicopatología desde un punto de vista más psicológico. Entre las figuras más importantes de esta tradición destacan, en Europa, Jean-Martin Charcot (1825 - 1893), Joseph Babiński (1857 - 1932), Paul Janet (1859 - 1947) y Eugen Bleuler (1857 - 1939). Asimismo, en Estados Unidos, es de reseñar la obra de Adolf Meyer, suizo de nacimiento. Bajo el influjo de esta perspectiva se desplazó el centro de atención desde la etiología exclusivamente organicista de los trastornos mentales hacia una visión más centrada en las relaciones que se establecen entre el mundo interior del hombre y los problemas de la vida que le puedan afectar. Así, se pasó a prestar especial atención a las estrategias de afrontamiento desplegadas ante las situaciones estresantes. Esta corriente hunde sus raíces en el idealismo y romanticismo alemán, y supone el punto de origen del desarrollo de teorías posteriores, como la obra de Sigmund Freud. Así, los franceses Charcot, Babiński y Janet realizaron estudios sobre la neurosis, la histeria y los procesos de sugestión. Bleuler acuñó conceptos como  «autismo» y «esquizofrenia», y estableció una diferenciación entre los subtipos de esquizofrenia hebefrénica, catatónica, paranoide y simple. Por su parte, Meyer combatió el modelo médico de enfermedad mental y prestó especial atención al modo en que los individuos reaccionaban a los problemas del medio como forma de explicación del desarrollo de las diferentes patologías mentales, lo que favoreció el desarrollo de nuevas técnicas terapéuticas en los Estados Unidos, como la terapia ocupacional.

## DelsigloXXa la actualidad
A partir del siglo XX tiene lugar una proliferación de diversas escuelas y modelos psicopatológicos. De entre los movimientos de mayor importancia que han tenido lugar a lo largo de este periodo, cabe destacar el surgimiento del psicoanálisis, el desarrollo de las escuelas fenomenológicas, los descubrimientos y avances en el ámbito de la psicofarmacología y la neurociencia, y el asentamiento de los modelos de atención comunitaria, así como la desaparición de los hospitales mentales como centros de referencia para el tratamiento de las psicopatologías. A partir de la segunda mitad del siglo XX se establecen las nosologías y los sistemas de diagnóstico y tratamiento de mayor reconocimiento a nivel general, como el Manual diagnóstico y estadístico de los trastornos mentales y la Clasificación Internacional de Enfermedades.

### Modelos psicopatológicos

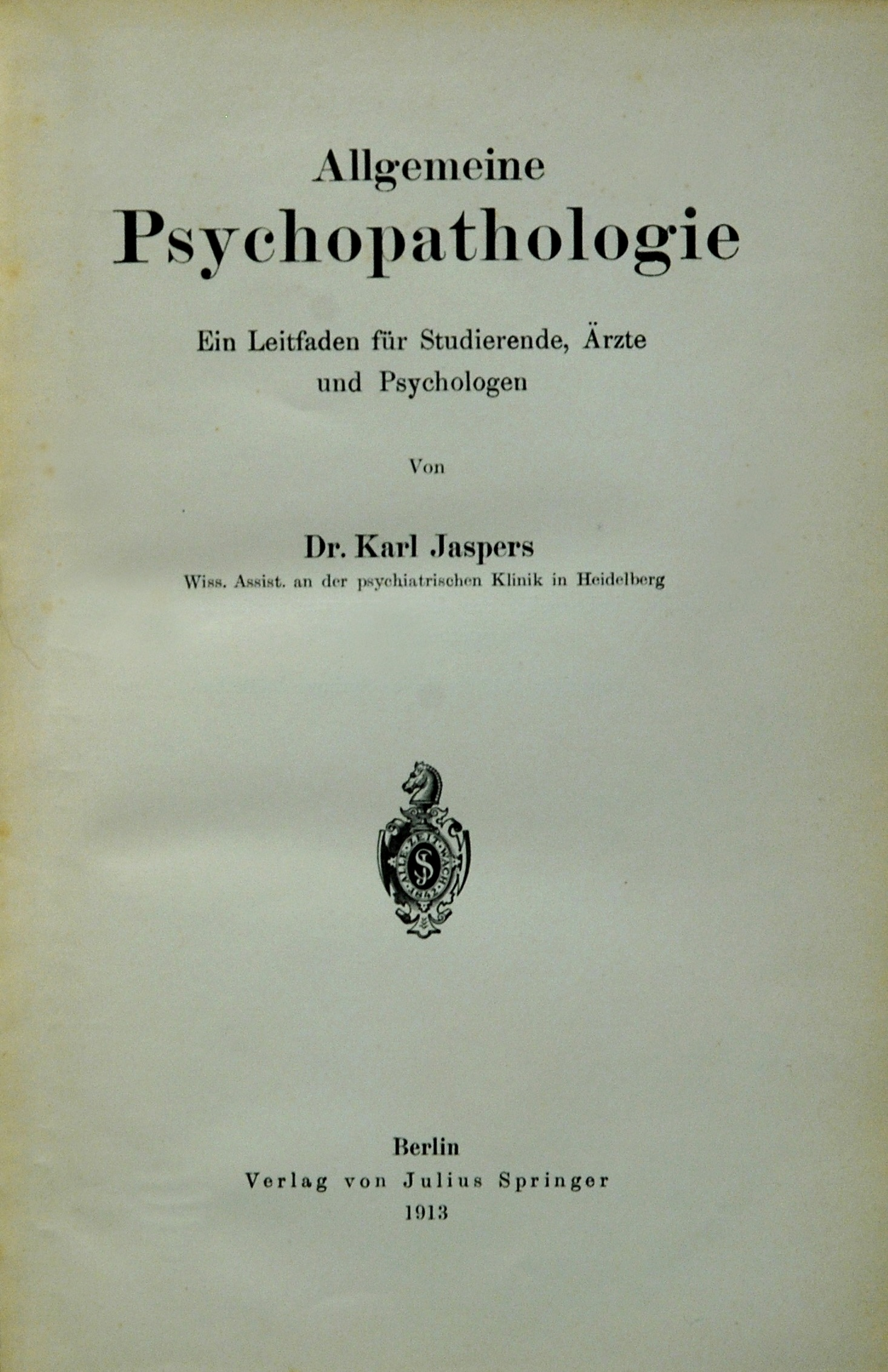
Tratado de Psicopatología General (Allgemeine Psychopathologie) de Karl Jaspers (1913).

Con la aparición del psicoanálisis, el centro de atención de la psicopatología se desplazó desde la enfermedad hacia el individuo, al buscar las motivaciones de los trastornos en la historia personal de los pacientes. Además de fomentar la psicologización del trastorno mental, el psicoanálisis supuso un avance en lo que respecta a las técnicas de intervención y tratamiento verbales; la curación a través de la palabra. Por último, el psicoanálisis fomentó el tratamiento individual en contraposición al internamiento del enfermo en instituciones manicomiales.
El conductismo es otra corriente psicológica que se desarrolló durante el siglo XX, principalmente en Estados Unidos. Bajo una concepción estrictamente ambientalista de la psicopatología, el trastorno mental se explica como el resultado de un aprendizaje deficiente de la interacción entre el sujeto y su medio. A partir de los estudios de Edward Thorndike e Iván Pávlov surgen los trabajos de John Broadus Watson (1878 - 1958), en los que trata de aplicar los principios del condicionamiento clásico al comportamiento psicopatológico. Más adelante destacarían autores como Hans Eysenck (1916 -1997) y Joseph Wolpe (1915 - 1997), así como el célebre Burrhus Frederic Skinner (1904 - 1990), que desarrollaría los principios del condicionamiento operante.
En oposición a la corriente psicoanalítica, en Europa surgen las posturas fenomenológicas desarrolladas por Karl Jaspers (1883 - 1969), que hunden sus raíces en la corriente existencialista, niegan la estructuración tripartita de la psique que proponía Freud, y relativizan el papel que este le otorgaba al inconsciente en el comportamiento humano. La obra cumbre de Jaspers, «Psicopatología General» (Allgemeine Psychopathologie), ha ejercido una influencia capital en el desarrollo de la psicopatología hasta nuestros días. Pueden apreciarse las huellas de estos modelos fenomenológicos en la psicología humanista que surgió en los Estados Unidos de la mano de autores como Abraham Maslow (1908 - 1970), Carl Rogers (1902 - 1987) o Eric Berne (1910 - 1970), autoproclamada como «la tercera fuerza» frente a las posturas psicoanalíticas y conductuales.

### Auge de los psicofármacos
Los primeros tratamientos de corte biológico que se desarrollaron en el siglo XX suponían graves perjuicios al paciente: sumamente rudimentarios, con peligrosos efectos secundarios y de eficacia muy reducida o directamente nula, algunos de estos métodos eran la psicocirugía radical (lobotomía o lobectomía), los electrochoques, o la inducción de convulsiones y comas insulínicos. Pero en los años cincuenta, los avances en las áreas de la bioquímica y la biología molecular permitieron el desarrollo de diversas clases de psicofármacos que pasaron a convertirse en parte importante de muchas terapias de índole psicopatológico. Algunos de los grupos de fármacos más habituales son:
- Neurolépticos: indicados para el tratamiento de síntomas psicóticos (principalmente alucinaciones y delirios), desarrollados a partir del descubrimiento de la clorpromazina en el año 1953. Supusieron un gran avance en el tratamiento de la esquizofrenia, y fueron uno de los factores que facilitaron la disminución de los internamientos institucionales al posibilitar un tratamiento ambulatorio libre de síntomas.
- Antidepresivos: Incluyen los primeros antidepresivos tricícliclos, (imipramina, clomipramina, etc.), los inhibidores de la monoaminooxidasa (IMAO), y los más recientes inhibidores selectivos de la recaptación de monoaminas, como los ISRS. En 1949 se descubre que el litio es un estabilizador eficaz del estado de ánimo en los casos de trastorno bipolar (entonces conocido como psicosis maníaco-depresiva), y el tratamiento se populariza a partir de los años setenta.
- Ansiolíticos: los tranquilizantes menores combaten los síntomas de uno de los problemas más comúnmente diagnosticados: los trastornos de insomnio y ansiedad. No obstante, desde los años sesenta y hasta la actualidad se ha venido observando una presencia cada vez más generalizada de este tipo de prescripciones, lo que en ocasiones ha sido visto como un problema de salud pública que afecta a una parte importante de la sociedad.[67][68]

### Clasificaciones psicopatológicas modernas
El empleo de criterios diagnósticos precisos para formular las diferentes categorías diagnósticas ha sido esencial en el desarrollo del actual corpus teórico de la epidemiología psicopatológica y de los procedimientos de evaluación y diagnóstico. El Manual diagnóstico y estadístico de los trastornos mentales y la Clasificación Internacional de Enfermedades sientan las bases de la psicopatología moderna, en la medida en que vertebran y guían el proceso de diagnóstico clínico desde una perspectiva descriptiva y ateórica, estableciendo unos criterios concretos para el diagnóstico de cada trastorno definido, y convirtiéndose así en herramientas indispensables para la práctica clínica en psicopatología y psiquiatría. No obstante, no escasean las voces que señalan las limitaciones de estos modelos de clasificación, de carácter siempre transicional y en constante evolución, adaptándose al contexto social del momento.